# Checa (España)

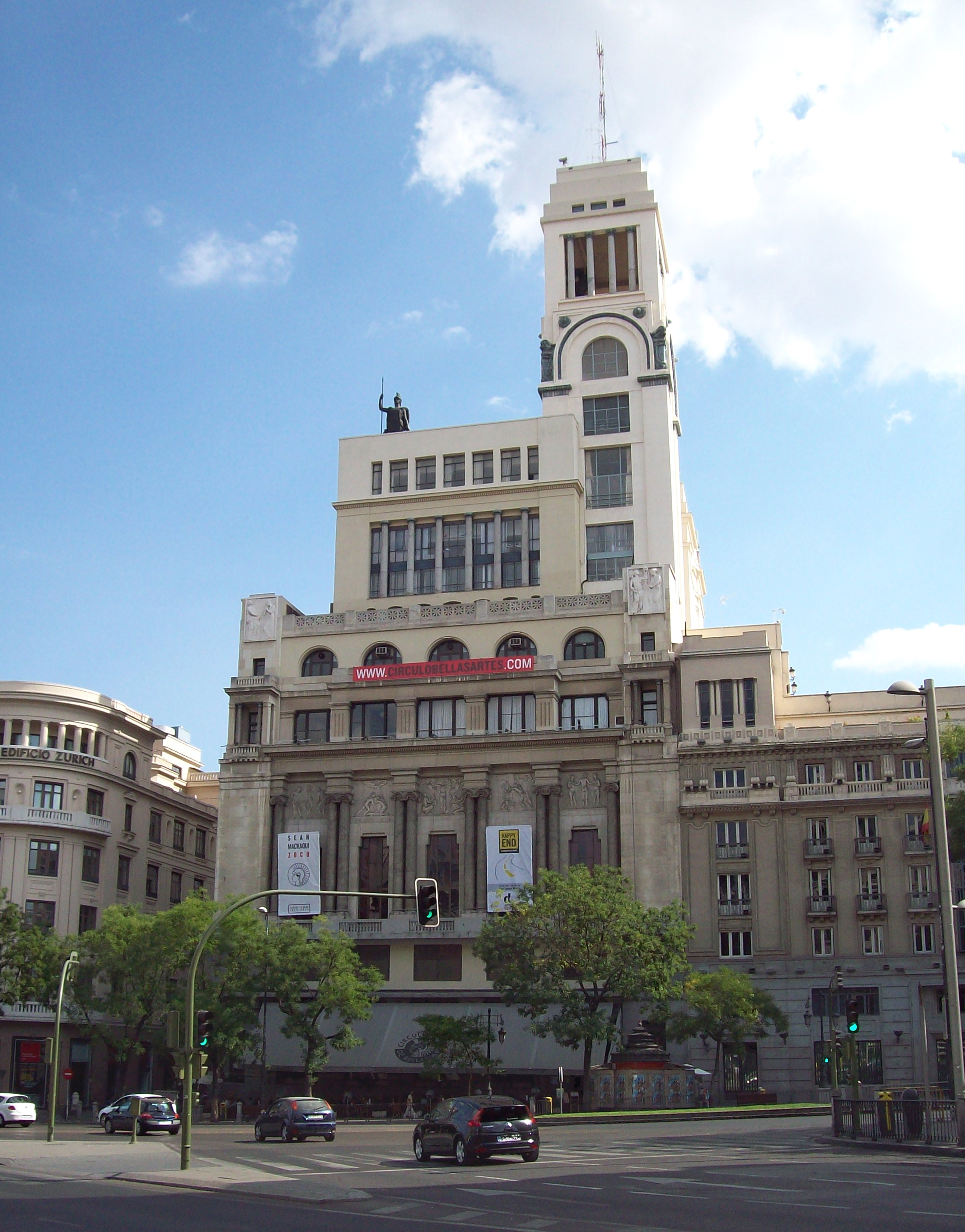
Edificio del Círculo de Bellas Artes, cuyo sótano albergó la denominada Checa de Bellas Artes, en realidad dependiente de un organismo oficial conocido como Comité Provincial de Investigación Pública.

Una checa era una instalación utilizada durante la guerra civil española en la zona republicana para la represión política. En estos lugares se realizaban detenciones, interrogaciones, torturas, juicios sumarísimos y ejecuciones extrajudiciales de presos sospechosos de simpatizar con el bando sublevado. Las checas fueron utilizadas principalmente por algunas personas o grupos relacionados con partidos y sindicatos que operaban en la zona republicana.
Por lo general, estas instalaciones eran conocidas por la calle donde se encontraban, o bien por el nombre de quien las dirigía. Aparte de las que dependían de organismos del Estado —como la conocida Checa de Bellas Artes, más tarde de Fomento, dependiente del Comité Provincial de Investigación Pública—, varios partidos políticos, ateneos, comités, sindicatos u organizaciones vinculados al Frente Popular o a la Confederación Nacional del Trabajo dispusieron de una checa.

## Concepto y causas
El golpe de Estado contra el gobierno de la II República triunfó solo parcialmente, por lo que España quedó dividida en dos zonas. En la que había fracasado la rebelión, las instituciones quedaron sumamente debilitadas y el Gobierno decidió ceder a la demanda de las organizaciones obreras de que se entregaran armas a sus militantes. De esta forma, se desencadenó el movimiento revolucionario que los sublevados decían combatir. La combinación de ambos factores, el proceso revolucionario mediante el que las organizaciones izquierdistas trataron de suplir las carencias del debilitado aparato estatal y la rebelión encabezada por los militares insurrectos que amenazaba propagarse, desencadenaron en la zona que se dio en llamar «republicana» un movimiento represor carente de dirección y uniformidad que fue de gran intensidad durante los primeros meses de la guerra. Dentro de este movimiento represor, algunos grupos irregulares que actuaron en los primeros meses del conflicto han sido calificados por algún historiador como escuadrones de la muerte, si bien el término no estaba todavía en vigor en la época de los hechos.

### Contexto de la represión
La represión en la zona republicana se desarrolló en un contexto en el que influyó la ausencia de una autoridad clara tras la insurrección, que ha llevado a algún autor a hablar de "quiebra del Estado de derecho". Las principales instituciones (Ejército, Policía, judicatura) quedaron debilitadas por la rebelión de muchos de sus integrantes, el asesinato o encarcelamiento de otros y el clima de sospecha existente sobre los restantes, a quienes los militantes anarquistas, comunistas y socialistas veían como herramientas de la clase dominante a la que querían derrotar. La decisión del Gobierno de entregar armas a las organizaciones obreras para poder derrotar a las fuerzas sublevadas acabó acrecentando la debilidad de las instituciones constitucionales, que se vieron superadas y sustituidas por organismos oficiosos creados por los partidos y sindicatos obreros, de ideología mayoritariamente revolucionaria. Para los militantes de estas organizaciones, que habían sido perseguidos por la Justicia durante décadas, las garantías jurídicas eran solo formalismos inútiles que dificultaban la administración de una «justicia revolucionaria».
Tras el estallido del conflicto se produjo la excarcelación de numerosos presos comunes, condenados algunos por graves delitos, encontrando muchos de ellos acomodo en diversos órganos represivos, siendo los anarquistas particularmente receptivos a aceptar la colaboración de estos individuos, en quienes veían a aliados de clase, si bien Gabriele Ranzato resta importancia a esta violencia más desorganizada frente a la llevada a cabo por los miembros de las formaciones políticas, comités y sindicatos. Determinadas checas se convirtieron en refugios de criminales que actuaban con ánimo de lucro.
Los mensajes radiofónicos del general Queipo de Llano provocaban pavor entre los republicanos. La proclamación por el general Mola de que en Madrid existía una «quinta columna» que colaboraría con las cuatro que se dirigían contra la capital buscaba sembrar inquietud entre sus adversarios, objetivo que consiguió, pues recrudeció la represión no solo contra reales o supuestos colaboradores de los sublevados, sino también contra presuntos simpatizantes. El conocimiento de que el bando contrario también estaba realizando sistemáticas acciones de represión con extraordinaria dureza, como la masacre de Badajoz por el teniente coronel Yagüe o la represión desatada en Navarra por las tropas de Mola, generaría deseos de venganza y alentó a los más radicales.
Los bombardeos aéreos llevados a cabo por la aviación «nacional» sobre Madrid, un tipo de guerra desconocido hasta entonces que afectaba duramente a la población civil, encendieron los ánimos de los milicianos, que buscaron vengarse del enemigo en las cabezas de sus simpatizantes más próximos y vulnerables. Sobre todo por el hecho de que la aviación franquista parecía respetar el barrio de Salamanca, zona residencial de clase alta a la que acudieron a refugiarse multitud de personas.
Finalmente, también estaba en juego el interés económico por las incautaciones de bienes de los detenidos. Las autoridades necesitaban dinero para la guerra, y les pareció que una forma lógica de obtenerlo era proceder a la incautación de bienes de los detenidos como sospechosos de colaborar con el bando contrario. En consecuencia, las checas se apoderaban de dinero en metálico, joyas y otros bienes de los detenidos que, en parte, entregaban a la Dirección General de Seguridad. La decisión oficial de que los miembros de los tribunales chequistas fueran retribuidos con cargo al producto de lo incautado acentuó el peligro de que el ánimo de lucro influyera en su actuación. Existen sospechas de que ciertas checas tenían tendencia a dirigir la represión contra personas de cierta posición económica con la intención de incautar sus bienes, independientemente de que hubiera pruebas de su colaboración con el enemigo.[cita requerida]

### Delimitación del concepto

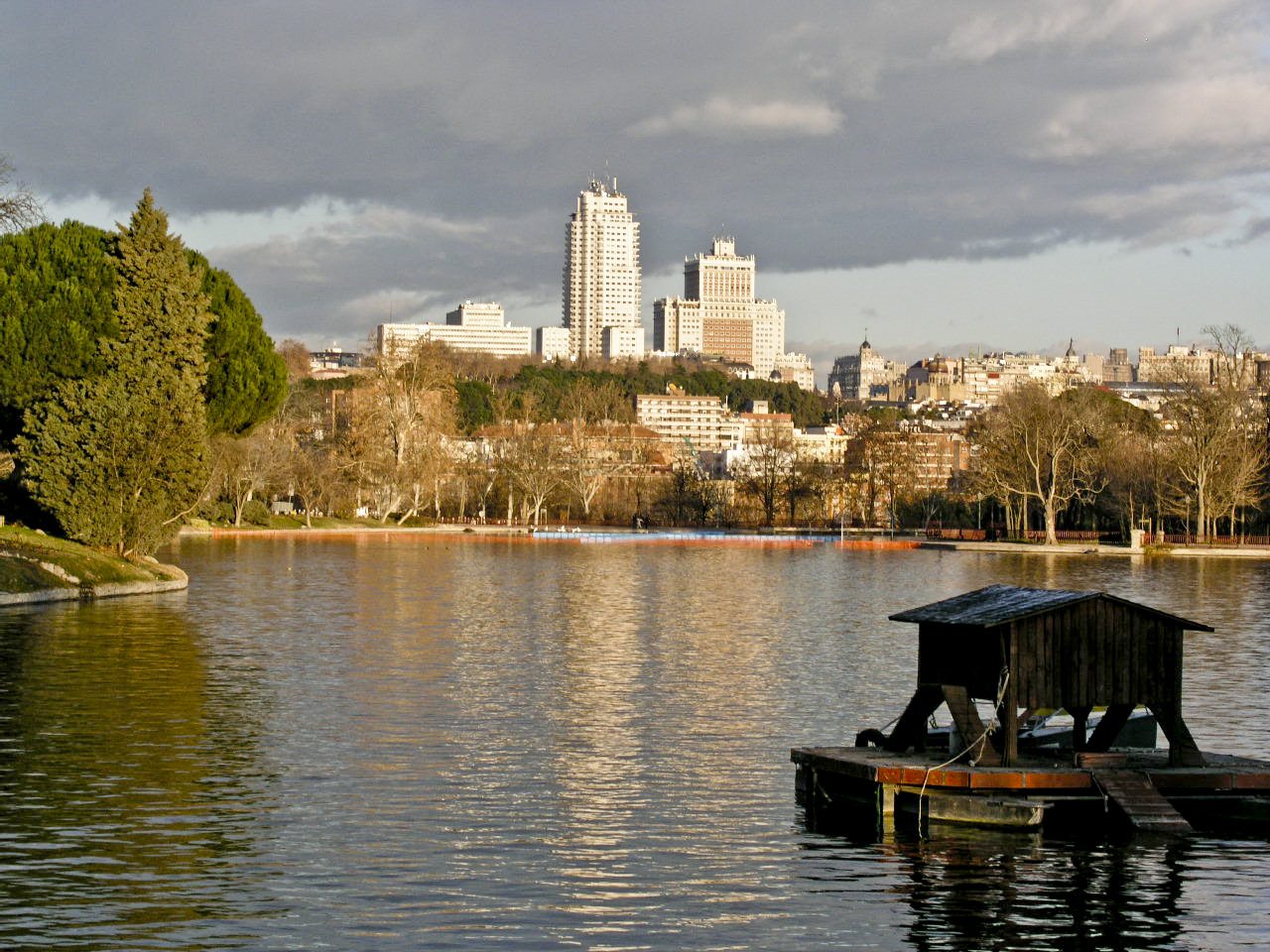
La Casa de Campo, amplia zona verde contigua a Madrid, fue uno de los lugares apartados donde se daba el paseo a los detenidos.

Aunque la palabra «checa» sea hoy utilizada despectivamente por los sectores más críticos con este fenómeno, el término fue en su momento asumido por sus propios creadores y utilizado por los simpatizantes de ambos bandos. La denominación procede del apócope de la Comisión Extraordinaria (Chrezvichàinaia Komissia) creada en Rusia el año 1917 por los bolcheviques para reprimir con dureza cualquier acto considerado como contrarrevolucionario.
El historiador Peter Wyden, en su obra La guerra apasionada, describe a la checa de la siguiente manera: 

Con el nombre de checa han pasado a la historia los cuerpos de investigación creados por los partidos políticos y sindicatos de izquierdas en las grandes ciudades de la retaguardia republicana al fracasar el pronunciamiento militar de julio de 1936. El nombre procedía de la primera policía política soviética creada en Rusia el año 1917. CHEKA es la sigla rusa de Comisión Extraordinaria Panrusa para la supresión de la contrarrevolución y del sabotaje, precursora de la OGPV, NKVD y KGB.

 Partiendo de este concepto, se excluyen algunos organismos que participaron en la represión de los insurgentes y se discute la inclusión o no de otros.
Recientemente, se ha cuestionado[¿quién?] el uso de la palabra «checa» por ser un término acuñado por la prensa y la propaganda franquista. Así, se han destacado las diferencias que existían entre estos centros parapoliciales y la Checa, policía política soviética de donde proviene el término; así, el uso de la palabra cumplió una función a nivel nacional para simplificar al enemigo asociándolo a injerencias extranjeras.
Asimismo, se ha constatado la existencia de checas en la zona sublevada, denominadas checas azules. Es el caso de la checa de Sevilla, situada en el edificio de los jesuitas de la calle de Jesús del Gran Poder.

#### La administración de justicia
Aunque muy disminuida por el caos producido por la rebelión, la administración de justicia tradicional no desapareció totalmente. Ciertos casos, como el de los generales Fanjul, Goded y Fernández Burriel, fueron enjuiciados por tribunales constituidos con unas ciertas garantías. En ocasiones, los mismos jueces serían quienes investigarían algunos de los excesos de las checas. Las autoridades crearon con el tiempo unos tribunales mixtos en los que, aunque había jueces profesionales, predominaban los jurados simpatizantes de las organizaciones izquierdistas. Estos órganos judiciales no fueron confundidos con las checas ni siquiera por el Ministerio de Justicia del régimen de Franco tras la victoria bélica. La Causa General dedica su capítulo XI a lo que denomina «Justicia roja», separándolo del Capítulo IV dedicado a las checas.

#### Otros grupos irregulares
Es discutida la consideración o no como checas de los puestos de las Milicias de Vigilancia de Retaguardia, de los que existían 35 en Madrid, o la sede del Departamento Especial de Información del Estado (DEDIDE) de la calle de O'Donnell.
Por otro lado, existieron ciertos grupos represivos, ya fueran oficiosos creados por organizaciones políticas, ya fueran oficiales pero con una actuación muy autónoma, que realizaban una labor muy similar a la de las checas pero de forma volante, es decir, sin contar con un centro de detención e interrogatorio estable. Estas organizaciones practicaban detenciones y realizaban incautaciones pero los detenidos que no eran asesinados por ellas eran entregados a checas propiamente dichas. Aunque suelen estar incluidos en las relaciones de checas hechas por diversos historiadores, algunos discuten su consideración como tales. En cualquier caso, su actuación no se distinguía mucho de la de las checas en sentido estricto. Entre estos grupos destacan:
- Los Linces de la República, integrados inicialmente por miembros de Seguridad y de la Guardia de Asalto dirigidos por el teniente del Ejército Juan Tomás Esterlich y el capitán miliciano socialista Emilio Losada. Dependió primero del director general de Seguridad Manuel Muñoz Martínez, a quien entregaban parte de lo incautado. Después pasaron a depender del cuartel general de la Columna Mangada, sin por ello cambiar sustancialmente su actividad. Solían pasear a sus víctimas en la Casa de Campo.[30]
- La Escuadrilla del Amanecer (también denominada Brigada o Patrulla), grupo móvil de la Dirección General de Seguridad, perteneciente a la Checa de Fomento.[29]
- Las Milicias Populares de Investigación, adscritas formalmente a la Brigada de Investigación Criminal, dirigidas por el socialista Agapito García Atadell y que actuaban muchas veces interrelacionadas con la Patrulla del Amanecer, hasta el punto de que se suelen confundir sus actividades y aun sus identidades.[29][31]

#### El SIM
Caso aparte es el del Servicio de Información Militar (SIM), creado por el ministro de Defensa Indalecio Prieto en agosto de 1937 para intentar unificar los diversos servicios de inteligencia y que llegó a estar dirigido en Madrid por Ángel Pedrero (ayudante y sucesor de Agapito García Atadell). Su naturaleza oficial y la centralización con la que actuaba le alejan, aparentemente, del concepto de checa tal como es entendido en la España de la época. Además, incluso sus más duros críticos reconocen que fue mucho más eficaz que las checas milicianas en la represión de la quinta columna. Sin embargo, este organismo cayó pronto en la órbita del cada vez más influyente Partido Comunista, y realizó numerosas actuaciones represivas irregulares, llegando a crear cárceles secretas sin el conocimiento del presidente Negrín. Algunas de sus instalaciones, por tanto, han merecido la calificación de checas tanto por parte de contemporáneos como de historiadores. Su actividad represora se fue ampliando a otros sectores del mismo bando republicano enfrentados al PCE y el PSUC, como la CNT y el POUM, además los agentes «nacionales» propiamente dichos. A comienzos de 1938 en Barcelona se produjeron varios paseos de prisioneros del SIM, antes de que las autoridades republicanas tomaran cartas en el asunto. Algo parecido ocurrió con el consejero de justicia de la Generalidad de Cataluña, Bosch Gimpera, que se enfrentó duramente con los responsables del SIM en Barcelona.

#### Otros casos
La policía política soviética, el NKVD, llegó a operar en España con una amplia autonomía y llegó a disponer de cárceles propias para sus detenidos. La víctima más significada de esta represión selectiva realizada en 1937 (y probablemente la más notoria de las víctimas de las checas, que solían ser ciudadanos anónimos) fue el dirigente del POUM Andrés Nin, quien, tras ser detenido por la policía, desapareció en circunstancias sin aclarar. A pesar de la campaña propagandística desarrollada por el PCE que afirmaba que se había unido a los rebeldes, las investigaciones posteriores apuntan a que fue llevado a una cárcel secreta del NKVD, torturado y posteriormente asesinado. Otros casos similares que la historiografía relaciona con el NVKD fueron los de los comunistas antiestalinistas Kurt Landau, Mark Rein y Erwin Wolf.

### Metodología
Los milicianos o agentes al servicio de las checas solían actuar a instancias de denuncias anónimas, muchas veces procedentes de sirvientes, deudores o enemigos de los denunciados. Solían practicar las detenciones al anochecer, identificándose tan solo de forma verbal. La detención solía ir acompañada de un registro domiciliario que conllevaba la incautación de los bienes de valor del sospechoso. En ocasiones, procedían al asesinato del detenido sin más trámite, pero lo usual era conducirlo a la checa para que prestara declaración. Allí, en un ambiente hostil, sin garantías procesales de ningún tipo y en escaso lapso de tiempo, el ciudadano era interrogado sobre cuestiones diversas que, sin saberlo, podían conllevar su asesinato. Determinadas checas utilizaron distintos métodos de tortura para obtener mejores resultados en esta labor. La absoluta falta de garantías del sistema propició que proliferaran checas formadas por meros delincuentes que, utilizando los mismos procedimientos, se enriquecían asesinando a personas inocentes.
Teóricamente, los destinatarios de la represión eran los quintacolumnistas, personas que actuaban en la clandestinidad al servicio de los sublevados. De hecho, tales saboteadores y espías existían y operaban en zona republicana, y una parte de los detenidos por los chequistas respondían a este perfil; sin embargo, su actividad de espionaje y sabotaje era más bien modesta. En Barcelona, algunas víctimas de la represión fueron los pistoleros que habían practicado un auténtico terrorismo contra la CNT durante años. Además de estos objetivos lógicos, el absoluto descontrol con el que actuaban los milicianos y la total ausencia de garantías para los detenidos, hizo que muchas otras personas se convirtieran en víctimas suyas por motivos diversos: pertenecer a una determinada clase social, tener ideas políticas conservadoras y aun liberales, profesar la fe católica, haber sido denunciado por una rencilla personal, acudir a la checa a protestar por la detención de un familiar o amigo o disponer de bienes que pudieran ser incautados.
En las checas más institucionalizadas, como el Comité Provincial de Investigación Pública, existían tribunales compuestos por miembros de las organizaciones políticas de izquierdas encargados de decidir la suerte de los detenidos. Sus miembros carecían de toda formación jurídica y, en muchas ocasiones y debido a su extracción social, de una mínima formación. El detenido carecía de derecho a la defensa e ignoraba cuáles eran los cargos, que iba intuyendo en función de las preguntas realizadas. El destino del arrestado podía seguir tres caminos: la libertad, la muerte y, en ocasiones, el ingreso en prisión. La condena a muerte era definitiva, inapelable y de inmediata ejecución, sin que la decisión fuera argumentada documentalmente. La víctima era conducida por milicianos a un lugar apartado en lo que se denominaba como el paseo por influencia de las películas de gánsteres. Una vez allí, se le asesinaba. En Madrid, en contraste con la actividad de las checas, la Dirección General de Seguridad (DGS) recopilaba fotografías de todos los cadáveres que aparecían con signos de violencia para que los familiares pudieran identificarlos y esclarecer el triste destino de sus allegados.

## Ubicación
El número total de checas existentes en España es discutido y varió según la época, pues no todas operaron de forma simultánea. César Vidal estima que fueron 331. Estaban ubicadas principalmente en Madrid, Valencia y Barcelona, muchas de ellas en pisos incautados o iglesias. A continuación, se enumeran algunas de las más conocidas:

### Madrid
La mayoría de los historiadores suelen coincidir en que el mayor número de checas se concentró en la villa de Madrid, considerando que su número (variable según se consideren o no como checas a determinados organismos) no bajaba de doscientas. Algunas fueron:

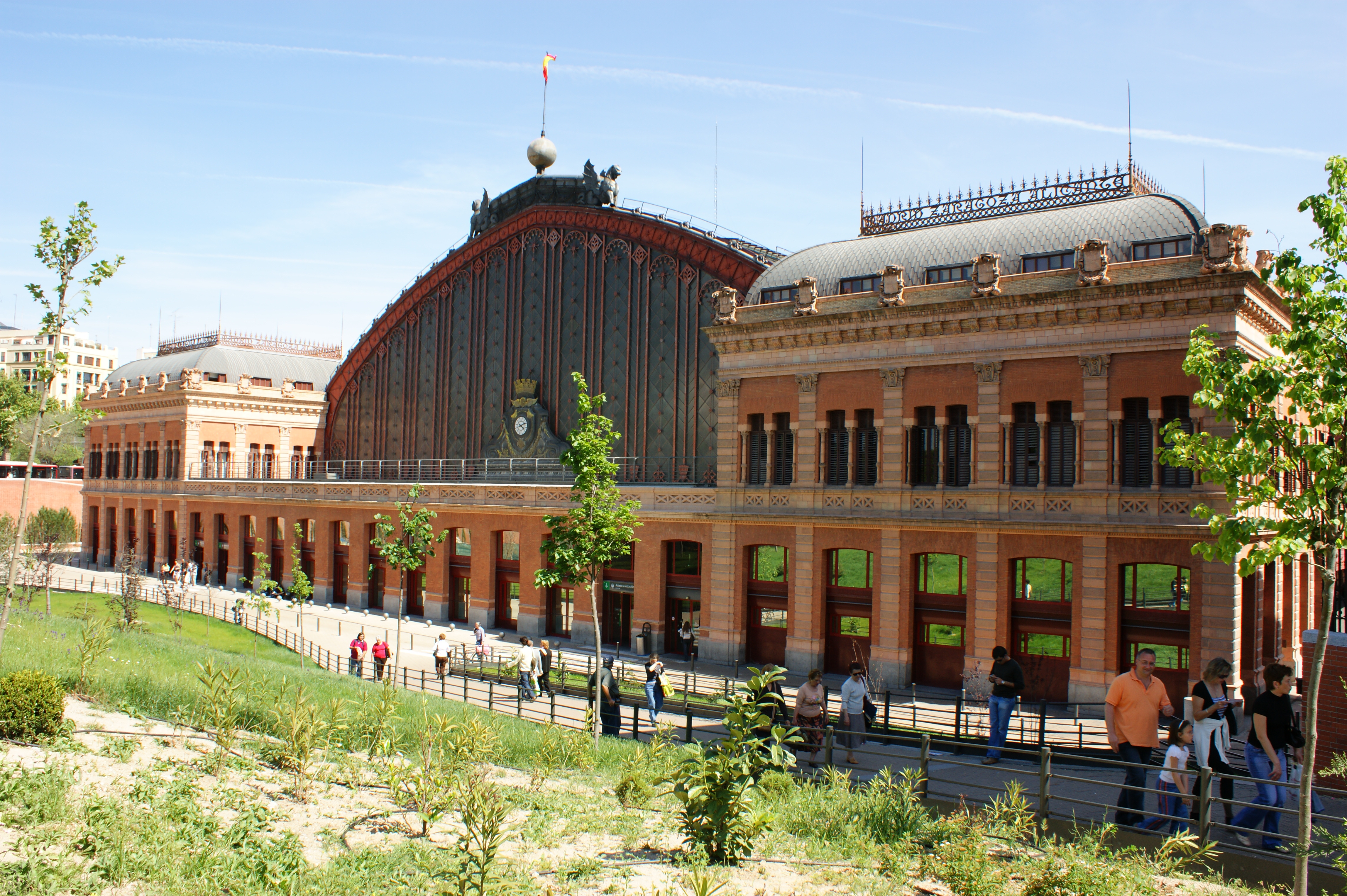
También la Estación de Atocha de Madrid albergó una checa.

- Comité Provincial de Investigación Pública (CPIP), conocido popularmente primero como Checa de Bellas Artes y luego como Checa de Fomento después de que el 26 de agosto de 1936 fuera trasladada su sede desde su ubicación original en el Círculo de Bellas Artes, calle de Alcalá 42, al número 9 de la calle Fomento. El CPIP fue creado el 4 de agosto de 1936 por iniciativa del nuevo director general de Seguridad, Manuel Muñoz Martínez, con la intención de implicar a sindicatos y partidos de izquierda en el mantenimiento del orden público de la capital bajo un cierto control oficial y la cobertura legal que proporcionaba la creación de seis tribunales especiales. Los treinta puestos del comité se repartieron entre esos grupos y, ya desde el principio, la mayor influencia recayó en los anarquistas de CNT-FAI. Aunque el objetivo declarado inicialmente fue «contener asesinatos y excesos», los tribunales estaban formados por personas que no solo carecían de formación jurídica sino que a veces eran ellos mismos los delincuentes; los arrestos eran con frecuencia arbitrarios y las liberaciones podían terminar en «paseos» y asesinatos. La represión contra supuestos quintacolumnistas alcanzó una considerable magnitud e incluyó además múltiples sacas de presos. Tras el traslado del Gobierno de la República a Valencia el organismo fue disuelto por Santiago Carrillo el 12 de noviembre de 1936.[50][5]

- Checa de la calle Marqués de Riscal, instalada en el Palacio de los Condes de Casa Valencia, que fue sede de Renovación Española, ubicado en el número 1 de la calle que le daba nombre.[51] Estaba formada principalmente por socialistas del Círculo Socialista del Sur, aunque también contaba con militantes de Izquierda Republicana. Contaba con dos sucursales situadas en el número 7 de la Calle de Fernández de la Hoz y en el 17 de la calle de Caracas. Dependía orgánicamente de la Inspección General de Milicias Populares que dirigía el comandante Barceló, siendo encargado de inspeccionarla su colaborador Justiniano García. Solía perpetrar sus asesinatos en los altos del Hipódromo de la Zarzuela y en la Pradera de San Isidro. Mantuvo una estrecha relación con el ministro de la Gobernación, el también socialista Ángel Galarza, de forma que la mayoría de sus integrantes le acompañaron a Valencia cuando el Gobierno abandonó Madrid. Una vez allí, el ministro les encargó la creación de la checa de Santa Úrsula.[52]
- Checa de Narváez, ubicada en el número 18 de la calle de Narváez y dependiente del Ateneo Libertario de Retiro.[53] Fue dirigida por Mariano García Cascales. En octubre de 1936 se trasladó al Restaurante Cóndor, situado en la Calle de Jorge Juan.[51]
- Checa de San Bernardo, ubicada en el convento de las Salesas sito en el número 72 de la calle de San Bernardo, y regentada por el PCE.[54] Estaba dirigida por Agapito Escanilla de Simón, y contaba con la colaboración de un puesto de policía situado en la misma calle y de otro local sito en la calle de la Princesa. Los bienes requisados se llevaban a la Fundación Pasionaria, en la Ronda de Atocha.[51]
- Checa de la Estación de Atocha, ubicada en el Salón Real de dicha estación ferroviaria[55] y gestionada por las Milicias Ferroviarias de CNT dirigidas por Eulogio Villalba Corrales. En octubre se trasladó a la calle del Príncipe de Vergara.[56]

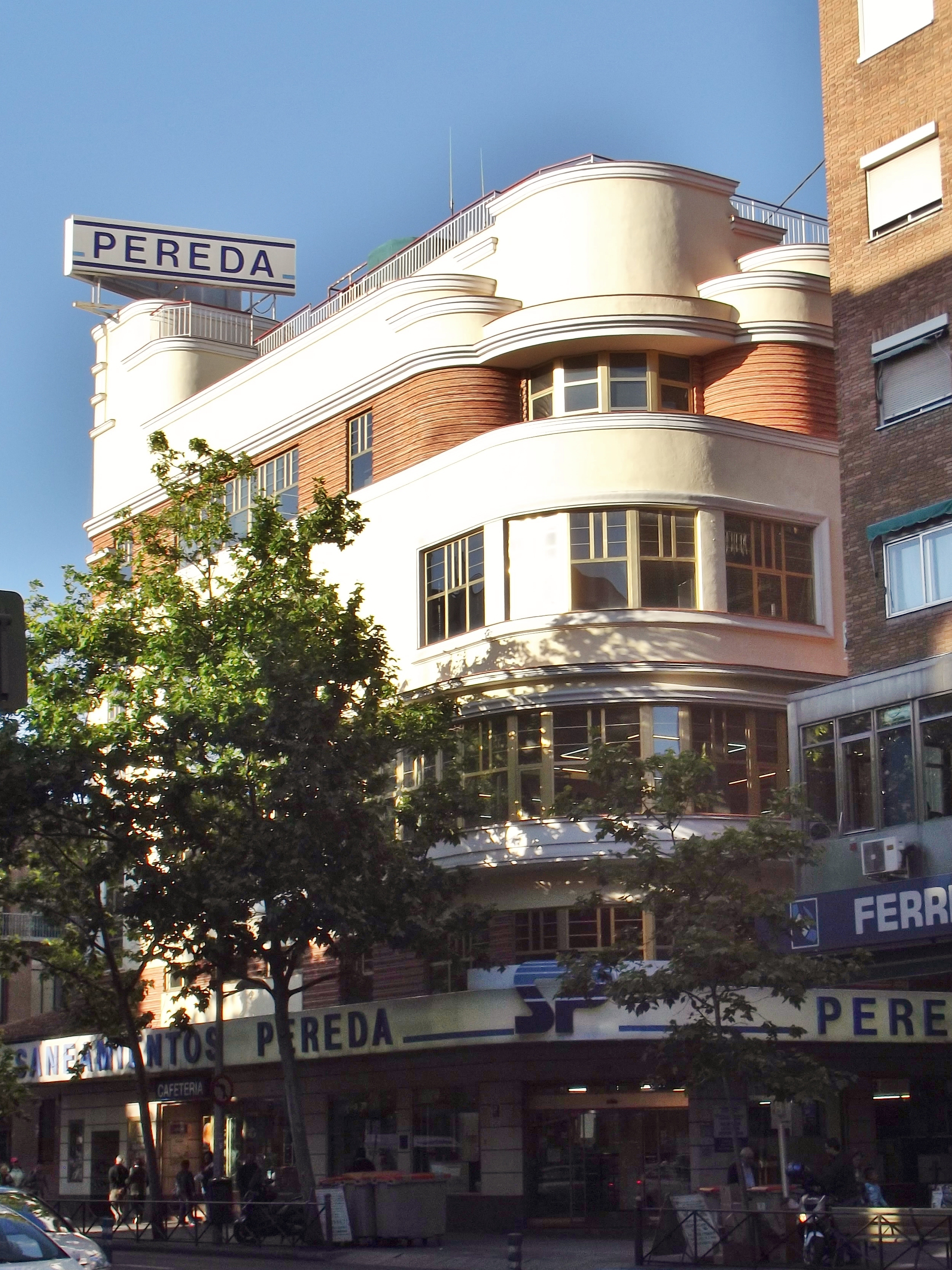
El antiguo cine Europa (en la actualidad una tienda de saneamientos), albergó una checa de la CNT.

- Checa del cinema Europa, ubicada en dicho cine de la calle de Bravo Murillo y administrada por la CNT,[55] concretamente por el Ateneo Libertario de Tetuán. En ella destacó Felipe Emilio Sandoval Cabrerizo, alias Doctor Muñiz.[56] Otro miembro destacado de esta checa fue Santiago Aliques Bermúdez, que llegó a dirigir el llamado «Grupo de Defensa», responsable de cientos de asesinatos.[57]
- Checa de la Guindalera, ubicada en el número 9 de la calle de Alonso Heredia, situada en el barrio del mismo nombre. En ella se aplicaban torturas y se realizaban asesinatos.[44]
- Brigada de Servicios Especiales o Checa del Marqués de Cubas, ubicada en un piso incautado sito en la calle del Marqués de Cubas 19. Dependía directamente del subdirector general de Seguridad, Carlos de Juan Rodríguez, y estaba dirigida por Elviro Ferret Obrador, militante del Partido Sindicalista. Disponía de otra checa auxiliar en el número 22 de la calle de la Montera. Se caracterizó por el uso de la tortura y la realización de incautaciones.[58]
- Checa de la Agrupación Socialista Madrileña. Fue establecida por iniciativa de Enrique de Francisco, diputado y dirigente de la Agrupación Socialista Madrileña a partir de la preexistente Comisión de Información Electoral Permanente, un departamento de la Agrupación encargado del estudio del censo electoral que, por tal motivo, contaba con abundante información, y que estaba dirigido por Julio de Mora Martínez. Cuando la Comisión fue transformada en checa, fue reforzada con varios agentes policiales de reciente nombramiento y también afiliados al PSOE al mando del policía Anselmo Burgos Gil. Se instaló en un palacio incautado por dicho partido y que era propiedad del conde de Eleta sito en el número 103 de la calle de Fuencarral, circunstancia por la cual también es conocida como Checa del palacio del conde de Eleta.[59]
- Checa de la comisaría de Buenavista. Esta Comisaría estaba dirigida por el agente ascendido Luis Omaña. Su segundo al mando, Santiago García Imperial, se caracterizó por abusar sexualmente de las mujeres cuyos familiares eran detenidos. En noviembre de 1936, la checa fue reforzada con un consejo político integrado por miembros del ya disuelto Comité Provincial de Investigación Pública.[60]
- Checa de Chamberí, ubicada en el ateneo libertario en calle de García Paredes.[61]

### Valencia
Septiembre de 1936 fue el peor mes de la represión en Levante. Se calcula que unas 4715 personas fueron asesinadas durante ese mes. Algunas de las checas que operaron en Valencia fueron las siguientes:
- Checa de Santa Úrsula, ubicada en el convento de Santa Úrsula, en la plaza del mismo nombre. Fue creada por antiguos integrantes de la Checa de Marqués de Riscal tras acompañar al Gobierno en su traslado a Valencia.[63]

- Checa de Sorní.[64]

Con la llegada a la presidencia del Gobierno de Juan Negrín, y la sustitución de Ángel Galarza por Julián Zugazagoitia como ministro de la Gobernación, fue perseguida por las autoridades republicanas la actuación de estos servicios especiales al margen de la ley. La disolución de las checas, con el consiguiente cese de los paseos incontrolados en Valencia, contó con el apoyo explícito del presidente Negrín.

### Barcelona
En los primeros momentos de confusión, la represión en Barcelona fue encabezada por los anarquistas a través de las Patrullas de Control. Entre los líderes de estos grupos se encontraron nombres como los de Dionisio Eroles y Manuel Escorza. Estos grupos crearon checas en las que se detenía a sospechosos y se decidía su "paseo".

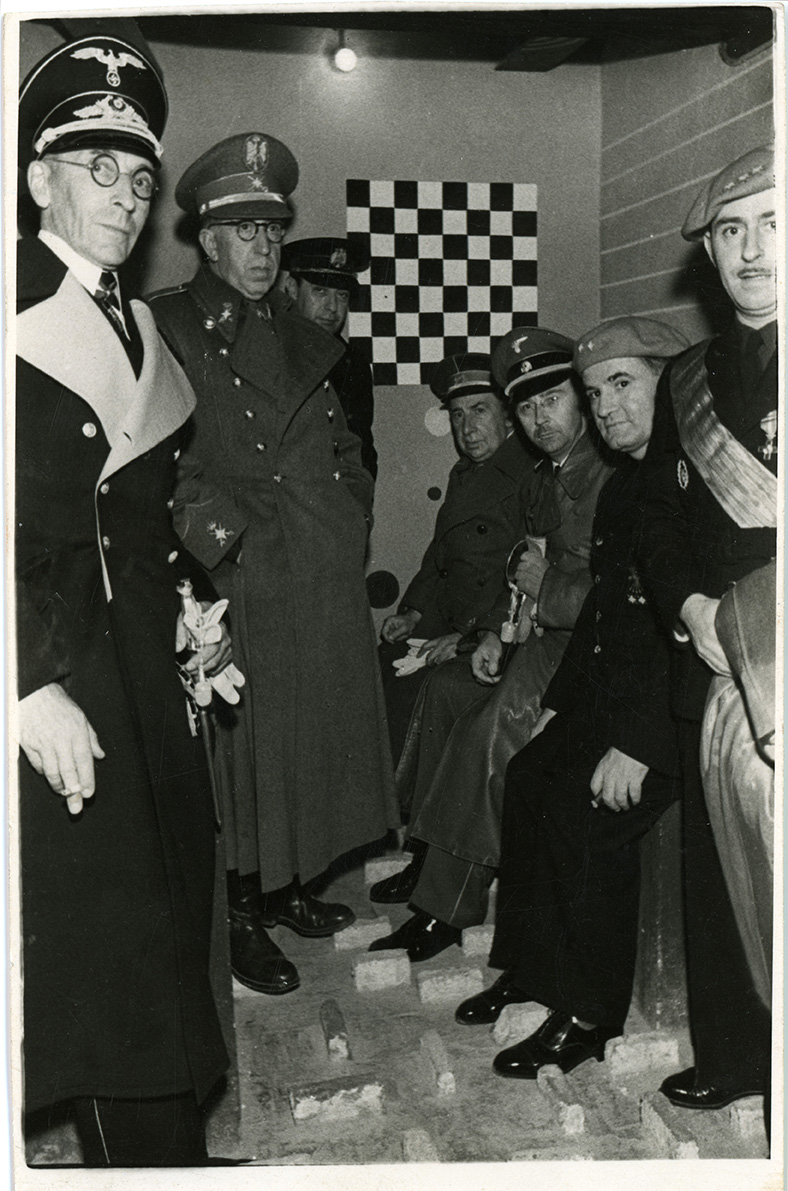
El líder nazi Heinrich Himmler visitando la checa barcelonesa de Vallmajor, en 1940.

Más adelante, la represión cambió de protagonistas. El responsable de la NKVD en Cataluña, Ernst Moritsovich Gere, conocido también como Pedro, fue uno de los principales promotores de las checas barcelonesas. Alfonso Laurencic fue el principal promotor, ideólogo y constructor de las checas del Servicio de Investigación Militar (SIM) de Vallmajor y Zaragoza en la Ciudad Condal. En ellas, diseñó unas celdas de tortura de carácter innovador. Consistían en pequeños cubículos alquitranados, para que se recalentaran con el calor del sol. La tabla que servía de cama estaba inclinada para impedir el reposo. Una serie de ladrillos colocados por el suelo impedía pasear por el recinto. En cuanto a las paredes, alguna era curva y todas estaban decoradas con motivos geométricos que creaban ilusiones ópticas y simulaban movimiento. Por último, se seleccionaban los colores para producir inquietud en el recluso. El resultado era un entorno desquiciante que rompía los nervios de la víctima.
César Alcalá contabiliza y enumera un total de 46 checas, algunas de las cuales son:
- Checa de Vallmajor, también conocida como «Preventorio D».[71] Estaba ubicada en el antiguo convento de Magdalenas de la calle Vallmajor. Como muchas checas de Barcelona, dependió en un primer momento del Partido Socialista Unificado de Cataluña, y más tarde del SIM, adscrito al Gobierno Central, hasta octubre o noviembre de 1937. El preventorio D, y un chalet situado en la acera de enfrente, formaban la sección sexta del SIM.
- Checa de la calle Zaragoza, ubicada en el antiguo convento de religiosas sanjuanistas, también llamada «Preventorio G».[72]
- Checa de la Tamarita, dirigida por agentes soviéticos.[73]
- Checa del Seminario, adscrita a la FAI hasta la derrota de la CNT en 1937, en que pasa a ser controlada por el SIM.[74]
- Checa de San Elías en la calle del mismo nombre.

### Lérida
También dentro de Cataluña destacó el Comité de Salud Pública de Lérida, organismo controlado por el POUM que acabó con la vida de más de 250 personas durante el primer mes de la guerra. Posteriormente, el «tribunal popular» que se creó para dar cobertura a la represión de supuestos contrarrevolucionarios acabaría con otras tantas personas. Su celo sería elogiado por la prensa local, que alababa «la no sujeción de las sentencias a las normas de ningún código».

### Málaga
En Málaga, tras un breve período en el que coexistieron distintos centros de poder, acabó imponiéndose un Comité de Salud Pública controlado por la FAI. Entre agosto y septiembre, unas 1100 personas fueron asesinadas en la ciudad. Un número significativo teniendo en cuenta la población de dicha capital. A pesar de las condenas públicas hechos por partidos y sindicatos, los asesinatos continuaron hasta la caída de la ciudad en febrero de 1937, cuando fueron sustituidos por una salvaje represión de signo contrario.

### Murcia
En Murcia existió una checa controlada por el PCE ubicada primero en la calle del Triquete y luego trasladada a un edificio sito en la calle Frenería (a espaldas de la calle Madre de Dios). La dirigían Ramón Torrecillas Guijarro y Domingo Ranchal, policías provisionales que llegaron a la ciudad junto al gobernador civil comunista Cabo Giorla. Crearon varias brigadas que practicaron registros, detenciones, torturas (como simulacros de fusilamiento) y asesinatos. Dentro del clima de enfrentamiento entre diversas fuerzas políticas, la actuación de la Checa de Madre de Dios fue denunciada por socialistas y anarquistas y trascendió a la prensa, conduciendo a la intervención de las autoridades. Los chequistas fueron detenidos por orden judicial y la prensa libertaria cifraba en sesenta el número de personas que habían pasado por sus manos. Meses después no se había celebrado juicio alguno y el Partido Comunista reclamaba la liberación de los detenidos, a los que no consideraba merecedores de castigo. Fuera de esta checa, existieron otros locales que no eran expresamente denominados «checa» pero en los que también se torturó y asesinó a detenidos; principalmente en locales de partidos políticos.
Tras la guerra, el nuevo régimen del general Franco instruyó la Causa General, en el curso de la cual fueron juzgadas veintiuna personas implicadas en los hechos. El fiscal solicitó penas que iban desde la pena de muerte en el caso de Ranchal hasta los seis años en el caso de José Carva Rey; en este caso a pesar de reconocerse expresamente que «había tenido una actuación moderada, sin que se le conociese intervención contra las personas de significación nacional, ni participase en malos tratos», evidenciando así que también la represión franquista se movía por criterios más políticos que jurídicos.